# تريفيكو
تريفيكو هي بلدة و كومونا (بلدية) في مقاطعة أفيلينو ، كامبانيا تحديداً جنوب إيطاليا.
تقع تريفيكو في جبال الأبنين على تل منحدر في ارتفاع 3،576 قدمًا (1،090 مترًا) ، وهي أعلى مكان معمور بالسكان في كامبانيا. و منتجاتها الرئيسية هي لحم الخنزير ، و الكستناء والبطاطس ، إذ تم منح كل منهم على علامة الجودة PAT .
المدينة هي جزء من أبرشية أريانو إيربينو لاسيدونيا الكاثوليكية الرومانية وتحد أراضيها بلديات كاريف ، وكاستل بارونيا ، وسان نيكولا بارونيا ، وسان سوسيو بارونيا ، وسكامبيتيلا ، وفالاتا ، وفاليساكاردا .

## الأشخاص
- روزا جيانيتا ، صحفية و أستاذة علم الاجتماع
- فينسينت ديماركو ، رئيس مبادرة صحة مواطني ماريلاند